# Gabriel-Jules Thomas
Pour les articles homonymes, voir Gabriel Thomas et Thomas.
Gabriel-Jules Thomas, né le 10 septembre 1824 à Paris, ville où il est mort le 7 mars 1905, est un sculpteur français.

## Biographie
Gabriel-Jules Thomas obtient le prix de Rome de sculpture en 1848 avec une statue en plâtre, Philoctète partant pour le siège de Troie. Il est membre de l'Académie des beaux-arts en 1875, et devient professeur à l'École des beaux-arts de Paris. Le 22 juin 1896 à Paris, il est le témoin de mariage du peintre William Bouguereau et de sa deuxième épouse, Elizabeth Jane Gardner.
Il est nommé chevalier de la Légion d'honneur en 1867, promu officier en 1883 et élevé à la dignité de commandeur le 5 avril 1903.
Il meurt le 7 mars 1905 en son domicile au no 13, rue de Seine dans le 6e arrondissement de Paris, et, il est inhumé au cimetière du Montparnasse (12e division).

## Élèves
- René Chassaigne (1845-1903) ;
- Paul-Gabriel Capellaro (1862-1956), premier prix de Rome en 1886 ;
- Charles Desvergnes (1860-1928), premier prix de Rome en 1889 ;
- Pierre-Félix Fix-Masseau (1869-1937), élève en 1889 ;
- Émile Gaudissard (1872-1956), inscrit en 1891, admis le 6 juillet 1896 ;
- Gaston Lachaise (1882-1935) ;
- Francis La Monaca (1882-1937), élève en 1901 ;
- Émile Laporte (1858-1907), avant 1881 ;
- Louis-Aimé Lejeune (1884-1969) ;
- Jean Magrou (1869-1945), second prix de Rome ;
- Jean Mich (1871-1932) ;
- Paul Niclausse (1879-1958) ;
- Jules Rispal (1871-1910), médaille d'or au Salon des artistes français en 1902 ;
- Jacques Louis Robert Villeneuve (1865-1933) ;
- François-Louis Virieux (1877-1912).

## Œuvres dans les collections publiques

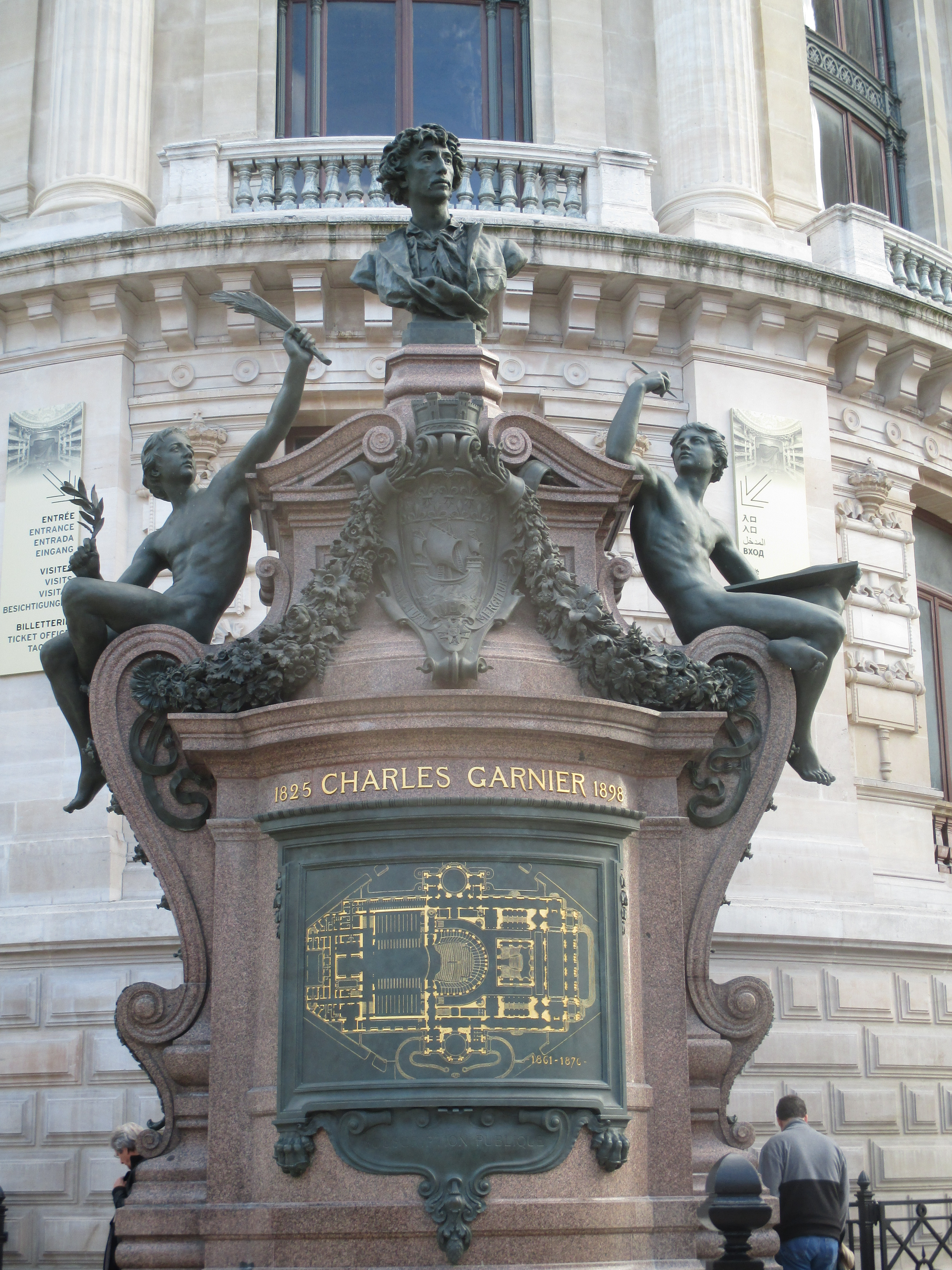
Monument à Charles Garnier (1902), Paris, opéra Garnier. Les statues de la Gloire et du Dessin sont de Gabriel-Jules Thomas, le buste de Garnier est de Carpeaux.

- Angers, musée des Beaux-Arts : Mademoiselle Mars, 1865, plâtre[5].
- Chantilly, parc du château de Chantilly : La Bruyère, 1882, statue[6].
- Chartres, musée des Beaux-Arts : François Séverin Marceau, plâtre, maquette de la statue pour façade du palais du Louvre à Paris.
- Corbie, abbatiale Saint-Pierre : Christ en croix, bois (dépôt de l'Etat).
- Grenoble, musée de Grenoble : Aimé Irvoy, 1898, médaillon en bronze.
- Guillestre : Jeunesse, 1903, statue en bronze[7].
- Miramont-de-Guyenne : Monument au général Delmas de Grammont, 1897, bronze et pierre, envoyé à la fonte sous le régime de Vichy, dans le cadre de la mobilisation des métaux non ferreux[8].
- Nantes, musée d'Arts : Attila, tête d'étude, 1850, marbre.
- Nemours, Château-musée : Allégorie pour le monument à Louis Thuillier (1856-1883), mort pour la Science, 1887, plâtre, 1903.109.1, don de l'artiste au musée via Justin Sanson.
- Nogent-sur-Seine, musée Camille-Claudel : L'Âge de pierre, ou Homme combattant un serpent, 1893, groupe relié en plâtre[9].
- Paris :
  - cimetière de Montmartre (17e division) : Jules Duprato, 1893, médaillon en bronze.
  - cimetière du Père-Lachaise :
    - 55e division : Monument au baron Taylor, 1884, statue en marbre  ;
    - 72e division : Hugues Merle, 1881, médaillon en bronze.

  - Comédie-Française : Mademoiselle Mars, marbre.
  - église Saint-Étienne-du-Mont, lunette du portail : Le Martyre de saint Étienne, 1863, bas-relief en pierre.
  - église Saint-François-Xavier, fronton : Saint François Xavier baptisant les habitants de l'Inde et du Japon, haut-relief en pierre.
  - gare de Paris-Nord, façade : Francfort, 1864-1865, statue en pierre.
  - musée d'Orsay : Virgile, 1861, statue en marbre[10].
  - Muséum national d'histoire naturelle, grande galerie de l'Évolution, escalier sud : Chasseur surpris par un serpent, 1893, groupe relié en bronze.
  - opéra Garnier : Monument à Charles Garnier, 1902. Les statues en bronze de la Gloire et du Dessin sont de Gabriel-Jules Thomas, le buste de Garnier est de Jean-Baptiste Carpeaux.
  - palais du Louvre, façade du pavillon de Rohan, rez-de-chaussée : François Séverin Marceau, statue en pierre.
  - palais Galliera, musée de la Mode de la ville de Paris : L'Architecture, statue ornant la façade.
- Pont-Audemer, musée Alfred-Canel : Augustin Dumont, 1877, buste en bronze.

Œuvres de Gabriel-Jules Thomas
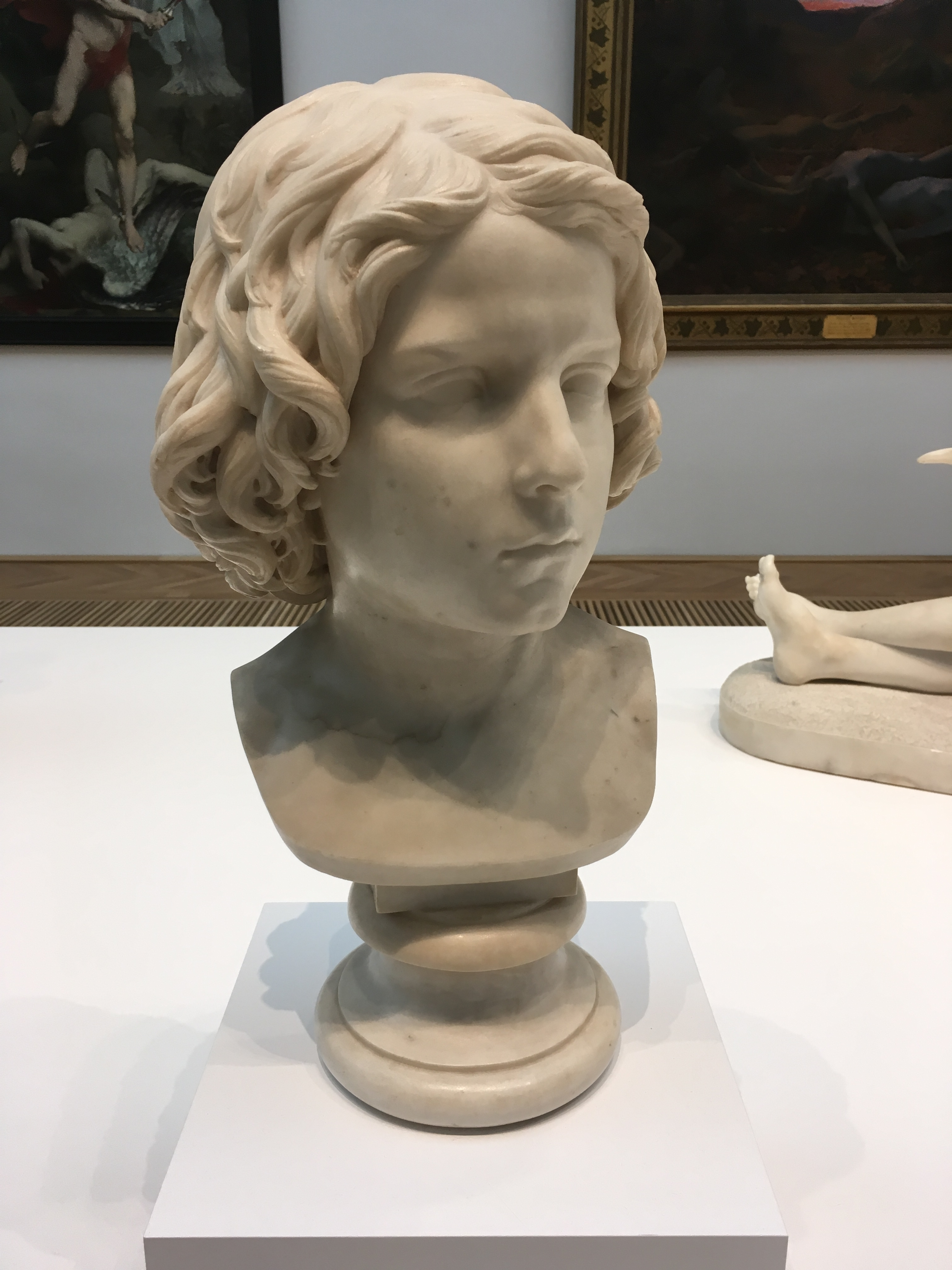
Attila, tête d'étude (1850), musée d'Arts de Nantes.
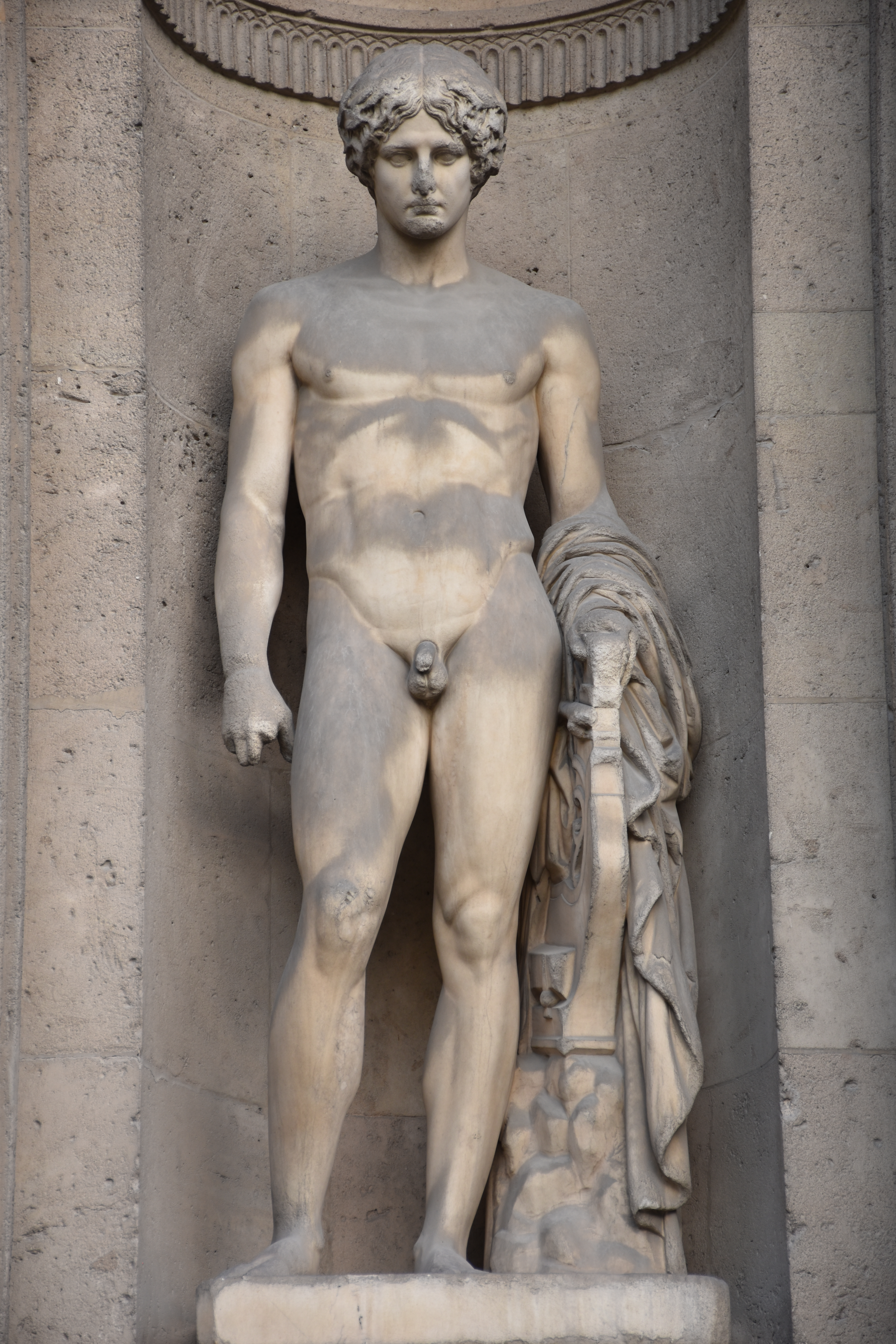
Orphée (1854), Paris, palais du Louvre, Cour carrée.
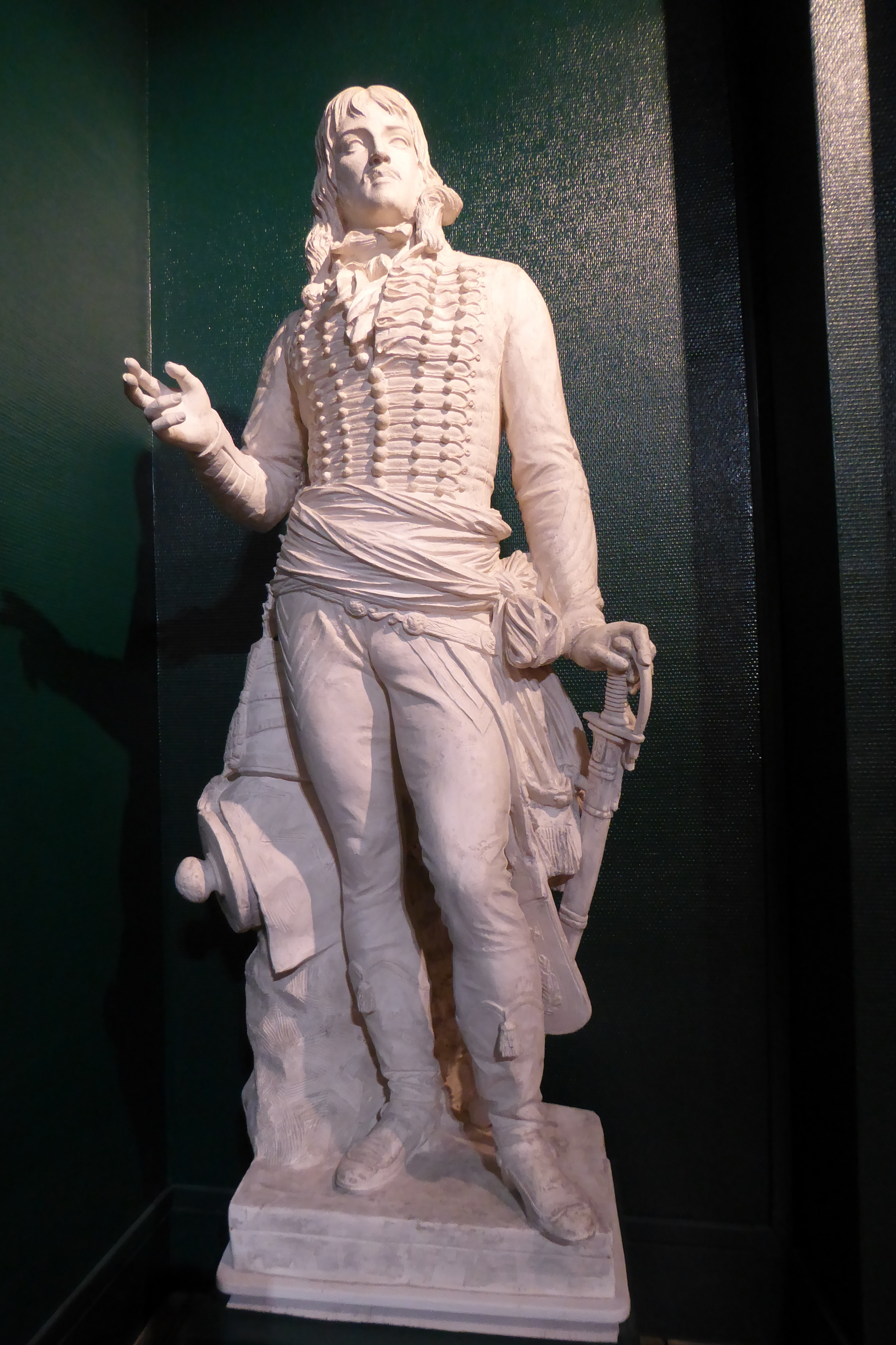
Le Général Marceau (vers 1854), modèle en plâtre, musée des Beaux-Arts de Chartres.
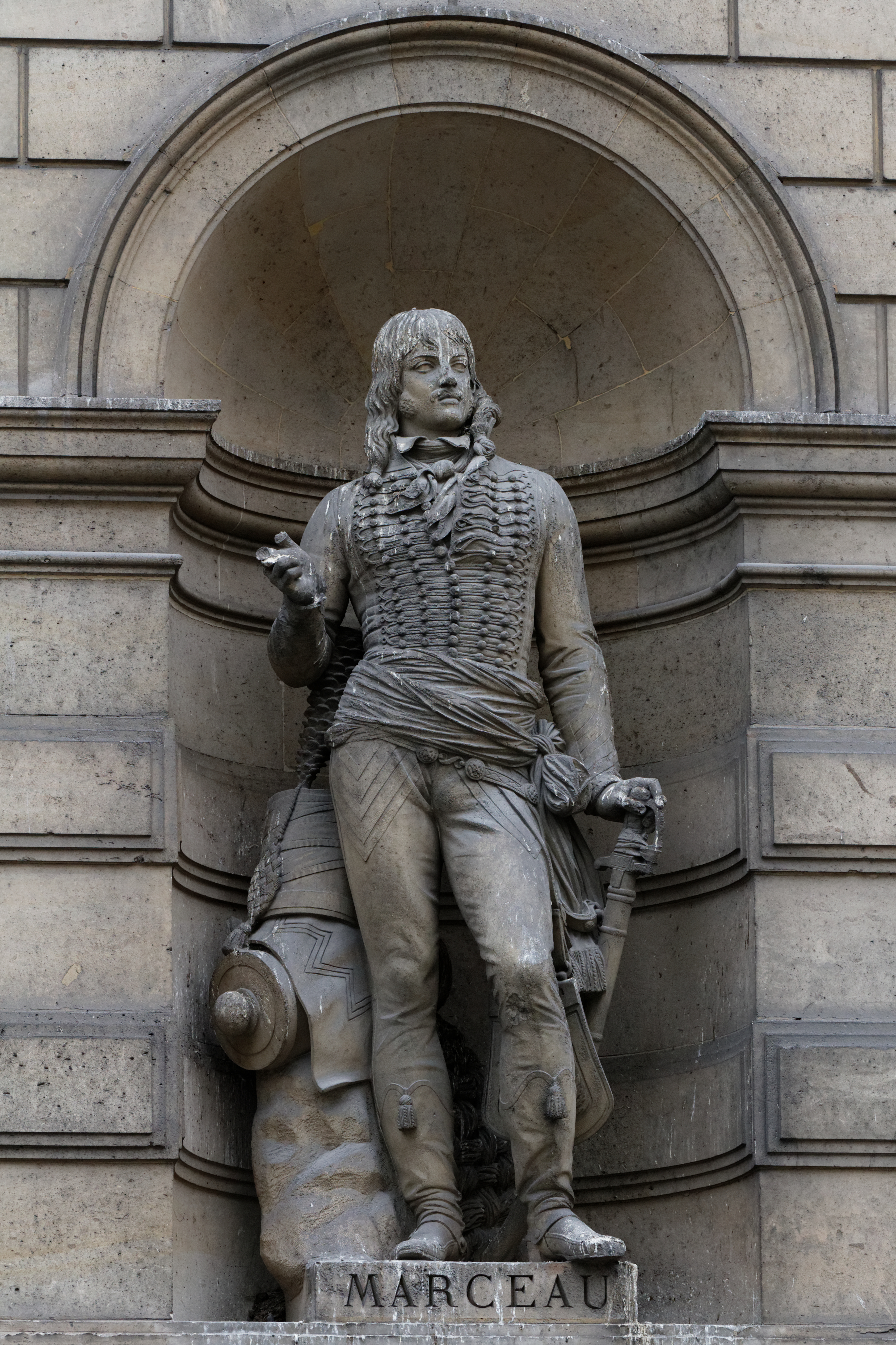
Le Général Marceau (1854), Paris, palais du Louvre, pavillon de Rohan.
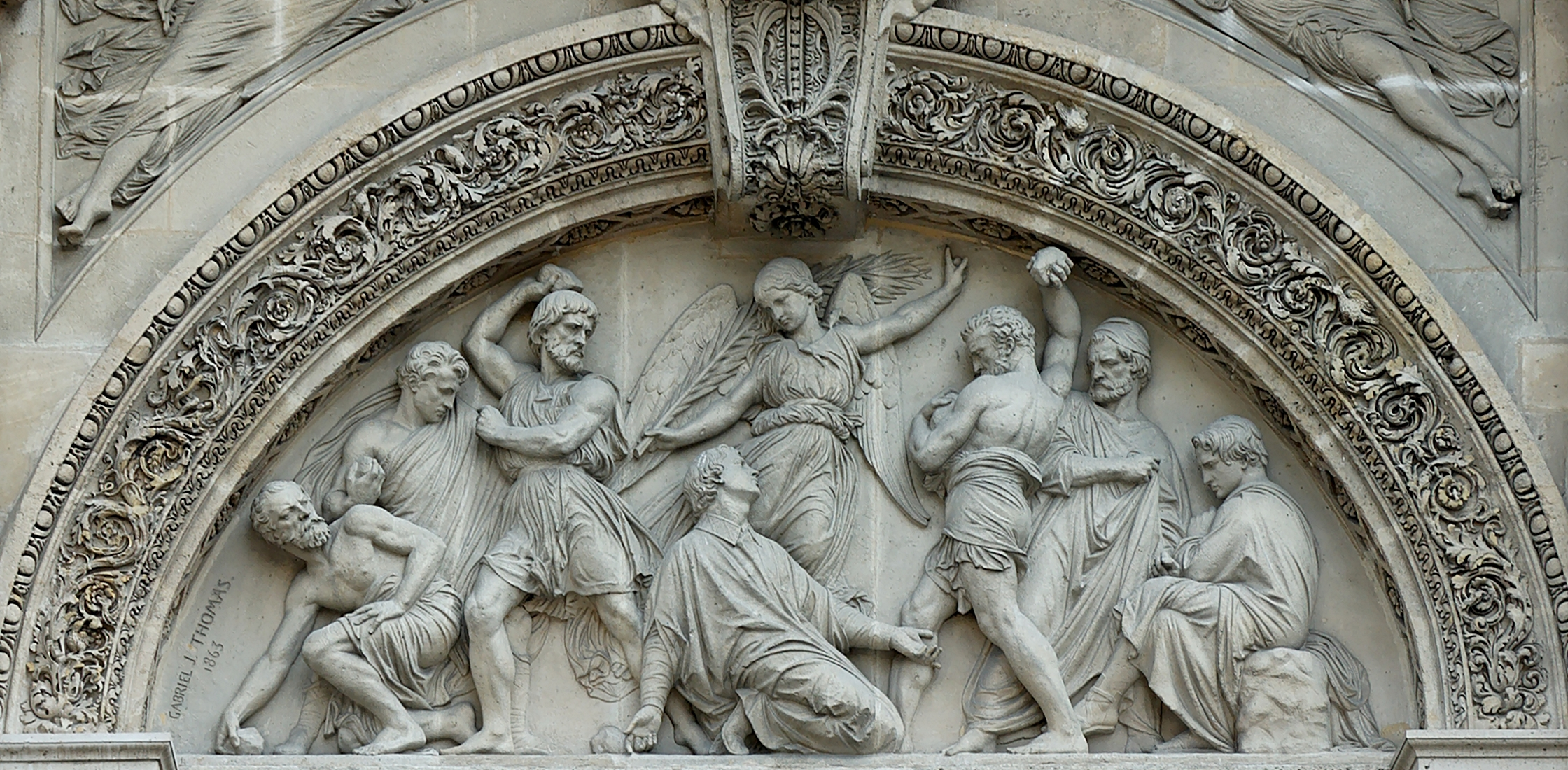
La Lapidation de saint Étienne (1863), Paris, église Saint-Étienne-du-Mont, lunette du portail.
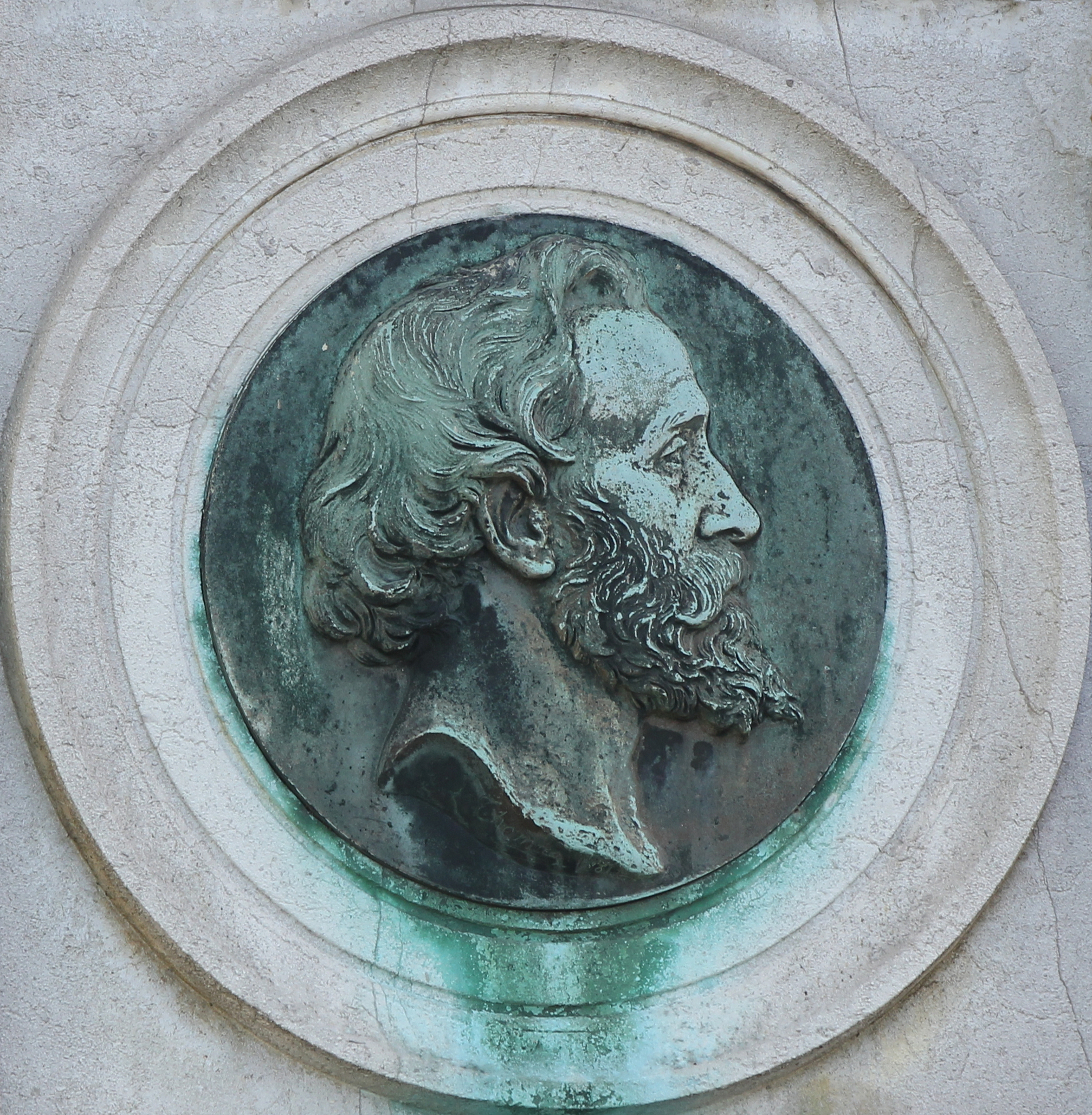
Hugues Merle (1881), Paris, cimetière du Père-Lachaise.
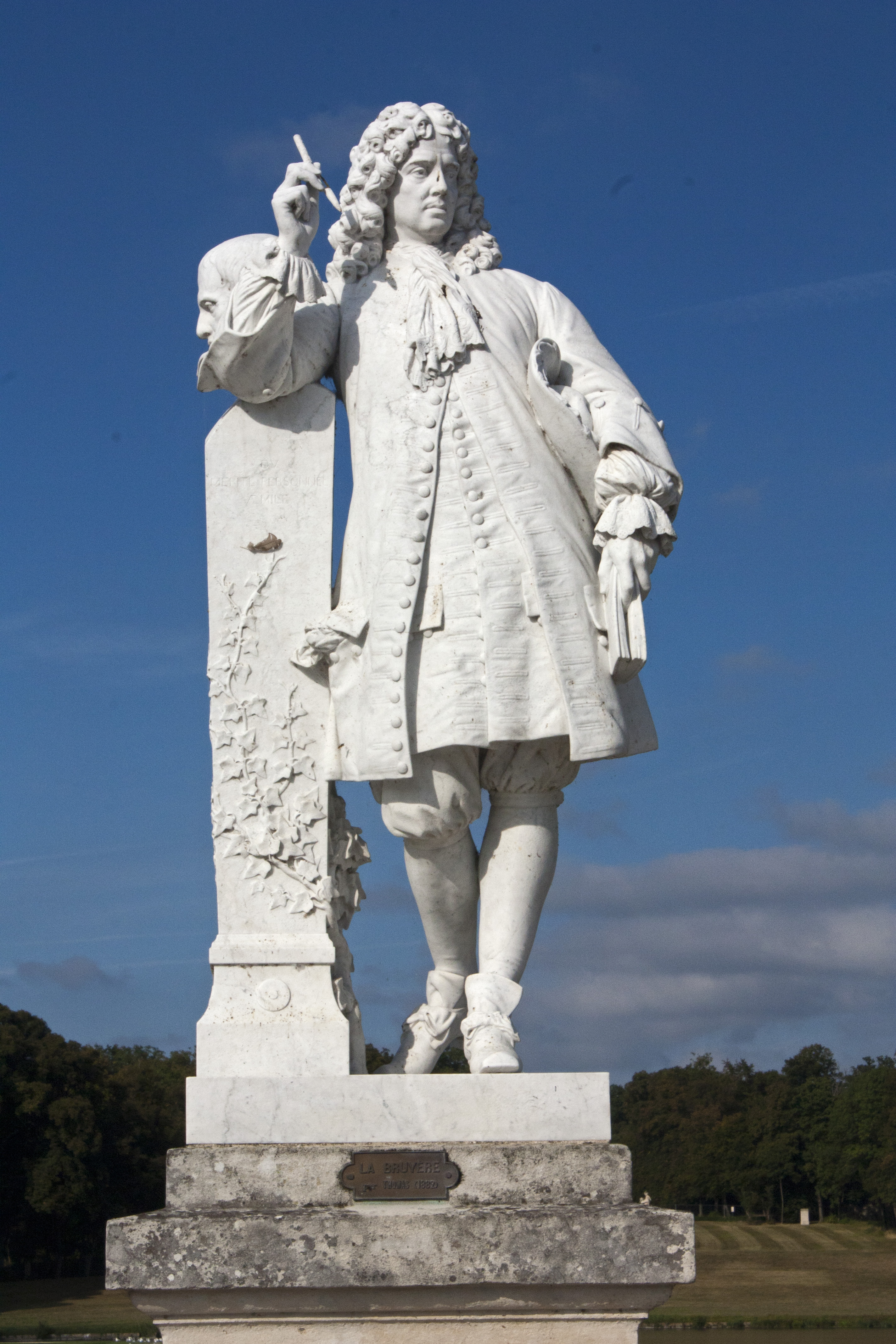
La Bruyère (1882), Chantilly, parc du château de Chantilly.
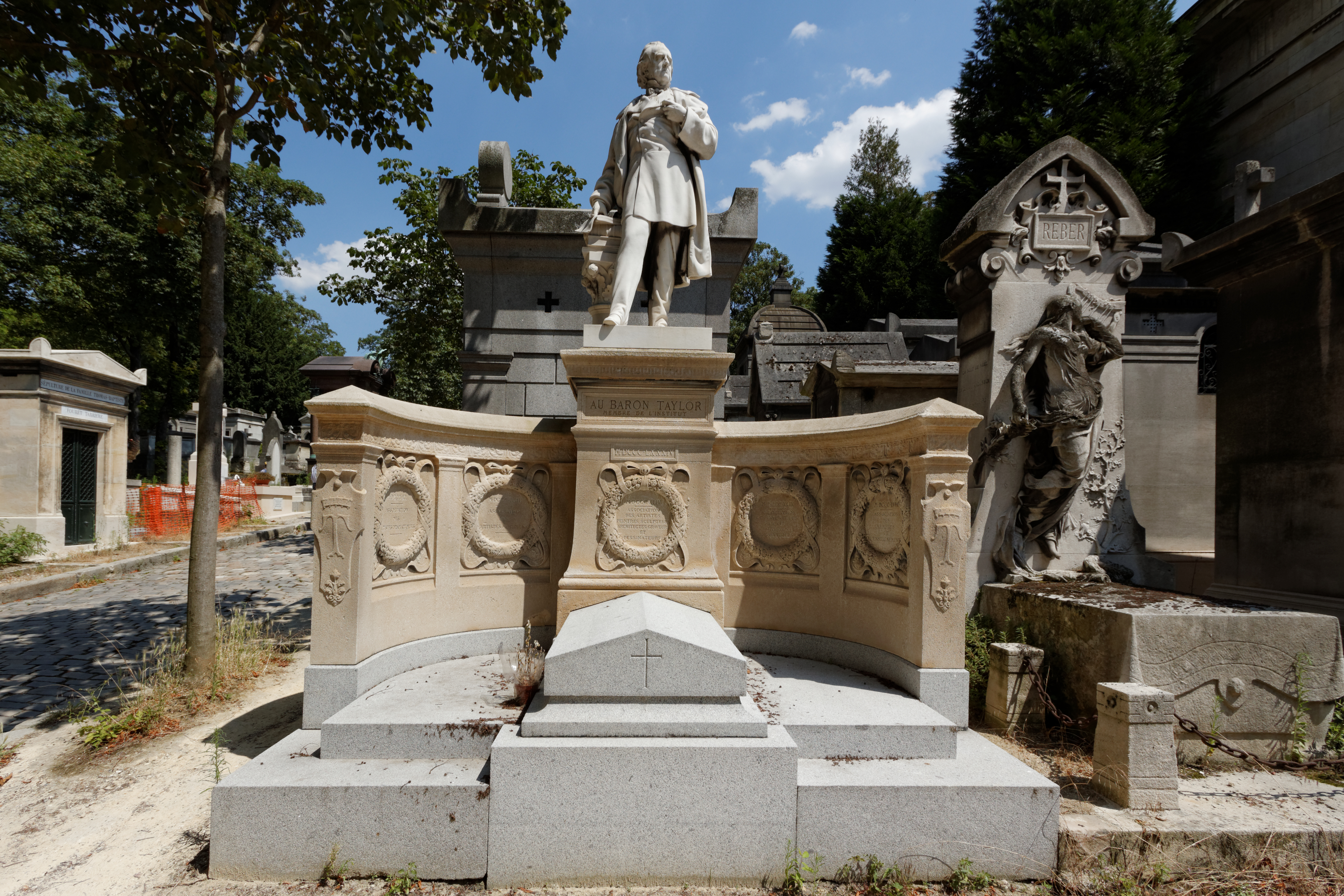
Monument au baron Taylor (1884), Paris, cimetière du Père-Lachaise.
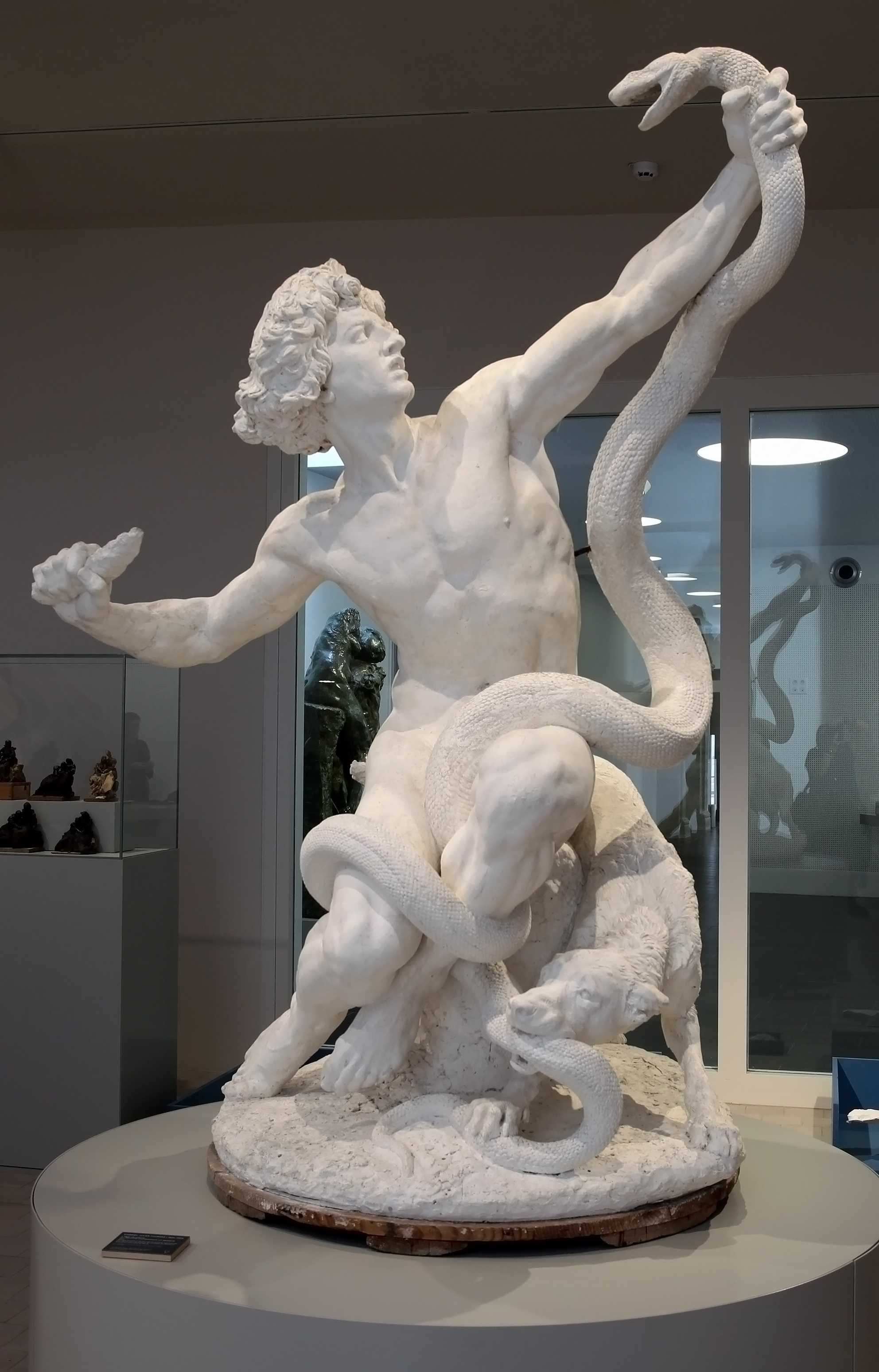
Chasseur surpris par un serpent (1893), Nogent-sur-Seine, musée Camille-Claudel.
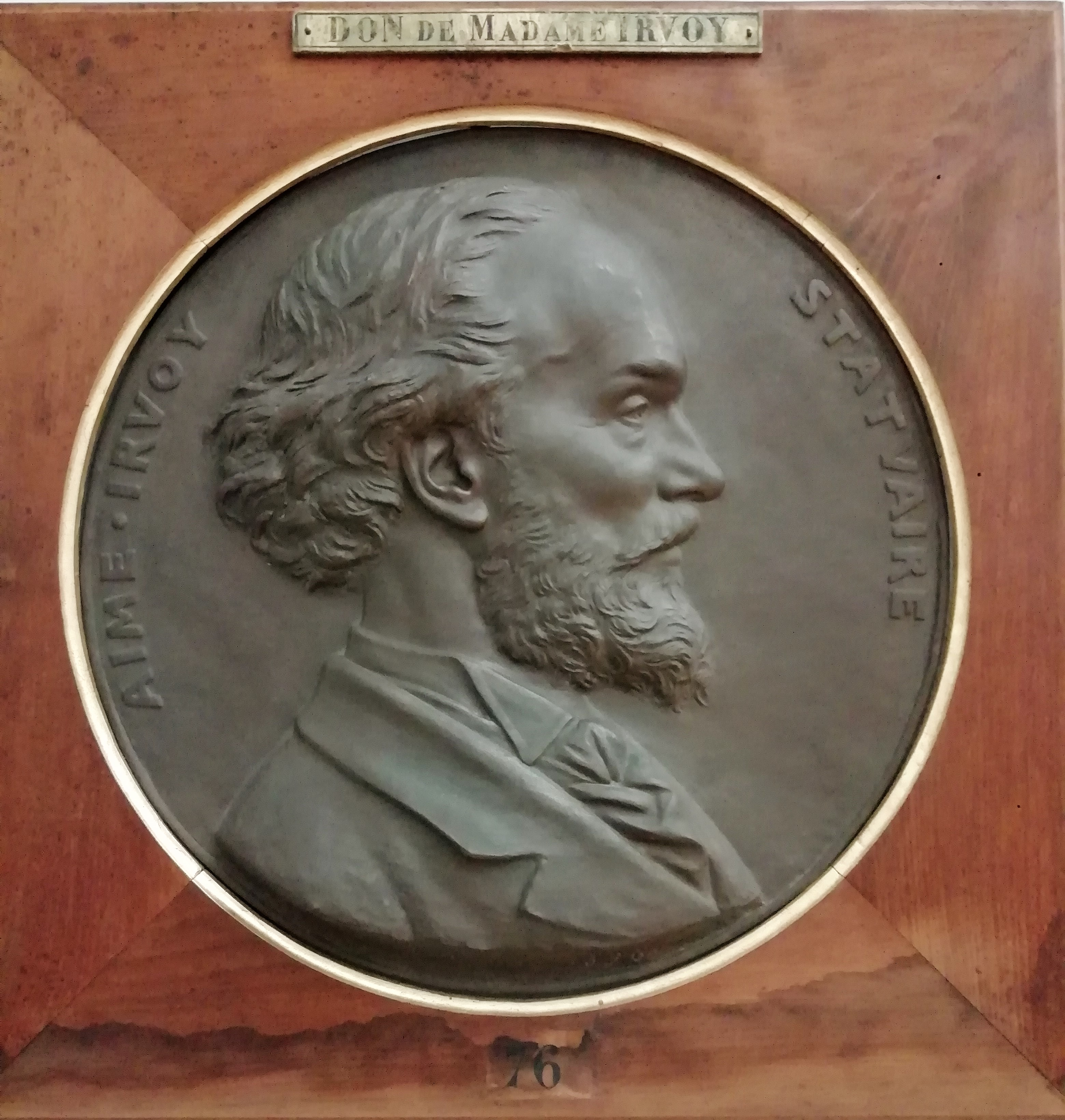
Aimé Irvoy (1898), musée de Grenoble.